# Zaborowo (Kalinowo)
Zaborowo [zabɔˈrɔvɔ] (deutsch Saborowen, 1938–1945 Reichenwalde (Ostpreußen)) ist ein zur Gemeinde Kalinowo (Kallinowen, 1938 bis 1945 Dreimühlen) zählendes Dorf im nordöstlichen Masuren in der polnischen Woiwodschaft Ermland-Masuren, Powiat Ełcki (Kreis Lyck).

## Geographische Lage
Das Dorf befindet sich fünf Kilometer Luftlinie westlich der Ortschaft Kalinowo in der östlichen Woiwodschaft Ermland-Masuren, 17 Kilometer nordöstlich der Kreisstadt Ełk (Lyck).

## Geschichte
Saborowen wurde 1531 gegründet.
Im Mai 1874 wurde im Zuge einer preußischen Gemeindereform ein Amtsbezirk Gollupken (ab 1938: Lübeckfelde, polnisch Golubka) neu gebildet der die Gemeinden Gollubien A, Gollubien B, Gollupken, Groß Skomentnen, Klein Skomentnen, Mikolayken, Saborowen, Szczudlen und Wyssocken umfasste.
Am 1. Dezember 1910 waren in Saborowen 118 Einwohner registriert, 1933 waren es 123.
Aufgrund der Bestimmungen des Versailler Vertrags stimmte die Bevölkerung im Abstimmungsgebiet Allenstein, zu dem Saborowen gehörte, am 11. Juli 1920 über die weitere staatliche Zugehörigkeit zu Ostpreußen (und damit zu Deutschland) oder den Anschluss an Polen ab. In Saborowen stimmten 80 Einwohner für den Verbleib bei Ostpreußen, auf Polen entfiel keine Stimme.
Saborowen wurde am 16. Juli 1938 im Zuge der massiven Eindeutschung masurischer Ortsnamen baltischer oder slawischer Herkunft in „Reichenwalde (Ostpr.)“ umbenannt.
1939 hatte Reichenwalde (Saborowen) nur noch 107 Einwohner.
Nach Ende des Zweiten Weltkrieges 1945 fiel das zum Deutschen Reich (Ostpreußen) gehörende Reichenwalde an Polen. Die ansässige deutsche Bevölkerung wurde, soweit sie nicht geflüchtet war, nach 1945 größtenteils vertrieben  und durch Neubürger aus anderen Teilen Polens ersetzt. Der Ort wurde in „Zaborowo“ umbenannt.
Von 1975 bis 1998 gehörte Zaborowo zur damaligen Woiwodschaft Suwałki, kam dann 1999 zur neu gebildeten Woiwodschaft Ermland-Masuren. Heute ist das Dorf Sitz eines Schulzenamtes und somit eine Ortschaft im Verbund der Gmina Kalinowo.

## Kirche
Vor 1945 war Saborowen resp. Reichenwalde in die evangelische Kirche Kallinowen (1938 bis 1945: Dreimühlen, polnisch Kalinowo) in der Kirchenprovinz Ostpreußen der Kirche der Altpreußischen Union sowie in die römisch-katholische Kirche Prawdzisken (1934 bis 1945 Reiffenrode, polnisch Prawdziska) im damaligen Bistum Ermland eingepfarrt.
Heute gehört Zaborowo katholischerseits zur Pfarrei Kalinowo im Bistum Ełk der Römisch-katholischen Kirche in Polen. Die evangelischen Einwohner halten sich zur Kirchengemeinde in Ełk (Lyck), einer Filialgemeinde der Pfarrei in Pisz (Johannisburg) in der Diözese Masuren der Evangelisch-Augsburgischen Kirche in Polen.

## Im Ort geboren
- Siegfried Wischnewski (1922–1989), deutscher Schauspieler

## Verkehr
Zaborowo liegt nördlich der verkehrspolitisch bedeutende Landesstraße 16 und ist von ihr über Wysokie (Wyssocken, 1938 bis 1945 Waltershöhe) direkt zu erreichen. Eine Bahnanbindung existiert nicht.